# Neo-ottomanisme
Neo-ottomanisme (Turks: Yeni Osmanlıcılık) is een Turkse politieke ideologie die streeft naar het uitbreiden van Turkse invloeden in gebieden die vroeger deel uitmaakten van het Ottomaanse Rijk. De term is in de jaren tachtig bedacht door David Barchard.
Op de machtsovername van de Partij voor Rechtvaardigheid en Ontwikkeling (AKP) van Recep Tayyip Erdoğan in 2002 volgde een opleving in de belangstelling voor de Ottomaanse tradities en cultuur. Deze waren na de stichting van de moderne republiek in 1923 door Mustafa Kemal Atatürk in de ban gedaan.